# Flat Rock (Carolina do Norte)
Flat Rock é uma vila localizada no estado norte-americano de Carolina do Norte, no Condado de Henderson.

## Demografia
Segundo o censo norte-americano de 2000, a sua população era de 2565 habitantes.
Em 2006, foi estimada uma população de 2834, um aumento de 269 (10.5%).

## Geografia
De acordo com o United States Census Bureau tem uma área de
20,6 km², dos quais 20,3 km² cobertos por terra e 0,3 km² cobertos por água.

## Localidades na vizinhança
O diagrama seguinte representa as localidades num raio de 8 km ao redor de Flat Rock.